# Veracruz (Veracruz)
Veracruz (wymowaⓘ) – główny port i jedno z najważniejszych miast stanu Veracruz, położona nad meksykańskim wybrzeżem Zatoki Meksykańskiej, w odległości około 90 km od stolicy stanu Xalapa. Miasto liczy 444 tys. a gmina miejska 512 tys. mieszkańców.

## Historia
Zostało założone jako port już w 1519 roku przez Hernana Corteza. Było pierwszą hiszpańską osadą na terenie dzisiejszego Meksyku. W roku 1528 na pobliskiej wyspie aż do XVII wieku budowano i umacniano fort San Juan de Ulua. W XVI–XVII wiekach było najważniejszym portem hiszpańskiej Ameryki, skąd wywożono głównie srebro. Funkcjonowało pod nazwą La Villa Rica de la Vera Cruz. Miasto często nękali wrogo nastawieni piraci. Opanowali oni miasto w latach 1653–1712.
W latach 1810–1821 Veracruz było ośrodkiem ruchów niepodległościowych Meksyku. W XIX wieku było głównym i największym meksykańskim portem. 16 marca 1847 w czasie wojny meksykańskiej zostało opanowane przez wojska Stanów Zjednoczonych. Ułatwiło im to późniejsze zajęcie stolicy Meksyku. W okresie reform było w latach 1858–1860 stolicą liberałów. Było dwukrotnie bezskutecznie oblegane przez konserwatystów. Dopiero w 1861 roku zostało zajęte przez interwencyjną armię hiszpańską. W latach 1862–1867 miasto zajęła interwencyjna armia francuska. Podczas rewolucji meksykańskiej w latach 1910–1917 było od kwietnia do listopada 1914 roku oblegane przez armię amerykańskiego generała Fredericka Funstona. W latach 1915–1916 było natomiast przejściową stolicą Meksyku.

## Gospodarka
Rozwinięte jest hutnictwo żelaza i aluminium oraz takie gałęzie przemysłu jak spożywczy, stoczniowy, włókienniczy, skórzany, cementowy i drzewny. Veracruz jest ośrodkiem handlowym pobliskiego regionu rolniczego. Miasto pełni także funkcję ośrodka turystycznego i nadmorskiego kąpieliska.

## Komunikacja
Veracruz jest dużym węzłem komunikacyjnym regionu. Znajduje się tu jeden z głównych portów handlowych kraju o przeładunkach 5,2 milionów ton. Wywozi się stąd głównie kawę, skóry, mleczko kauczukowe i chicle. W okolicach miasta ulokowano międzynarodowy port lotniczy.

## Zabytki
Największą sławą cieszy się fort San Juan de Ulua, położony na pobliskiej wyspie. Ponadto także liczne kościoły, takie jak Nuestra Senora de la Asuncion z XVIII wieku i przebudowany w XIX wieku oraz La Pastora również z XVIII wieku. Należy także zwrócić uwagę na ratusz z XVII wieku i dom inkwizycji z XVIII wieku.

## Urodzeni w Veracruz
- Francisco Xavier Clavijero - meksykański historyk i filozof, jezuita

## Miasta partnerskie
- Hrabstwo Miami-Dade, Stany Zjednoczone
- San Jose, Stany Zjednoczone
- Corpus Christi, Stany Zjednoczone
- Mobile, Stany Zjednoczone
- Galveston, Stany Zjednoczone
- Laredo, Stany Zjednoczone
- Walencja, Hiszpania
- Almería, Hiszpania
- Oviedo, Hiszpania
- Campeche, Meksyk
- Jalapa Enriques, Meksyk
- Ensenada, Meksyk
- Tijuana, Meksyk
- Bratysława, Słowacja